# 龙血树
龙血树（学名：Dracaena draco），又名加纳利龙血树，是天门冬科龙血树属的一种常绿乔木，因其树液深红色而得名。龙血树原产于非洲西北部加那利群岛、佛得角、马德拉群岛、摩洛哥等地。与其亲缘关系最近的物种是原产于索科特拉岛上的索科特拉龙血树（Dracaena cinnabari）。
龙血树最初由卡尔·林奈于1762年描述，当时他将其划入天门冬属。1767年，他为其建立独立新属龙血树属。
龙血树有以下三个亚种：
- 指名亚种 D. draco subsp. draco：原产于马德拉群岛与加那利群岛[7]
- D. draco subsp. ajgal Benabid & Cuzin：原产于摩洛哥[8]
- 佛得角亚种 D. draco subsp. caboverdeana Marrero Rodr. & R.S.Almeida：原产于佛得角[9]